# 关玉和
关玉和（1891年11月11日—1983年1月10日），艺名小麻子，男，满族，北京人，中国杂技表演艺术家，第二、三、四届全国政协委员。